# 人権派
人権派（じんけんは）とは、主に人権の尊重・擁護のために積極的に活動する者を指す呼称。

## 概念と用例
薬害被害など医療訴訟において少額の報酬で請け負うなど弱者救済の活動を続ける弁護士、或いは、中国民主化運動の弁護士・活動家などに他称されるが、自称するケース（山口那津男は自らの選挙ポスターでこの言葉を用いた）もある。

## 弁護士
弁護士の安田好弘は、宮崎学・魚住昭らとの鼎談において「『人権派弁護士』というのは、弁護士にとって有益な看板となっていました。『ブル弁』と呼ばれる人たちと対比され、民主的、知性的、学究的、清廉で優秀などというプラスの雰囲気を醸（かも）し出していましたし、世間も一目置いていました。実は、『ブル弁』のほうが、『人権派弁護士』より異端だったんですね。」と述べた上で、「しかし、『人権』の問題がシビアになってきて、少数派に追い込まれ、しかも社会の共感を得られなくなってくると、『人権派弁護士』という存在が、一気に瓦解していくんですよね。」としている。

## 揶揄
揶揄として使用されることもある。